# 武蔵野市クリーンセンター
武蔵野市クリーンセンター（むさしのしクリーンセンター）は、東京都武蔵野市にある清掃工場。

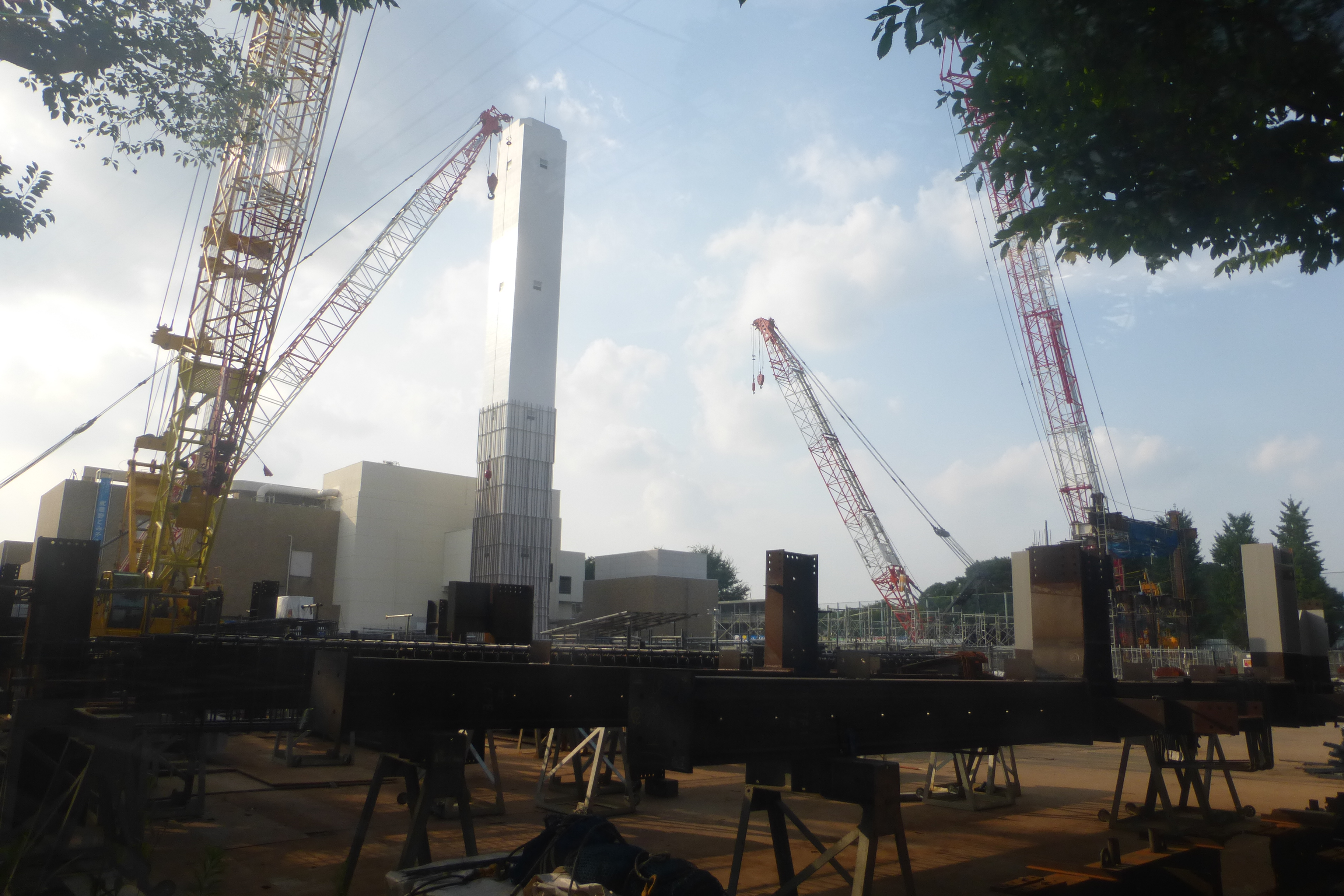
新クリーンセンター、工事中 (2015年)

武蔵野市役所北側の緑町3丁目1−5に位置し、武蔵野市内の燃やすごみ・燃やさないごみ・粗大ごみ・有害ごみを受け入れる市内唯一のごみ処理施設である。
景観は武蔵野の雑木林を感じさせるデザインとなっており、周囲の景観との調和が図られている。このコンセプトへの評価は高く、ジャパン・レジリエンス・アワード（強靭化大賞）2016の先進エネルギー自治体大賞優秀賞を受賞しているほか、公共用の建築・施設部門にかかるグッドデザイン賞も受賞している。
処理による熱は市役所や総合体育館の冷暖房に利用されており、災害時のエネルギー供給拠点としても期待されている。

## 沿革
- 1955年（昭和30年） - 武蔵野市と三鷹市が武蔵野三鷹地区保健衛生組合を設立[2]。
- 1958年（昭和33年） - 三鷹市にふじみ焼却場を設置し、武蔵野市のゴミも共同で処理を開始[1]。ところが1970年以降、周辺住民の反対運動が相次ぎ、武蔵野市からのゴミ搬入を阻止する動きにまで発展した[1]。
- 1984年（昭和59年） - クリーンセンターが竣工し、稼働[3]。
- 2003年（平成15年） - 武蔵野三鷹地区保健衛生組合が解散。
- 2008年（平成20年） - （仮称）新武蔵野クリーンセンター施設基本構想を策定[1]。
- 2017年（平成29年） - 新クリーンセンターが稼働[3]。